# Besla cossmanni
Besla cossmanni är en snäckart som beskrevs av Hornung och Mermod 1924. Besla cossmanni ingår i släktet Besla och familjen Pyramidellidae. Inga underarter finns listade i Catalogue of Life.